# Jasna Poljana (Bulgarien)

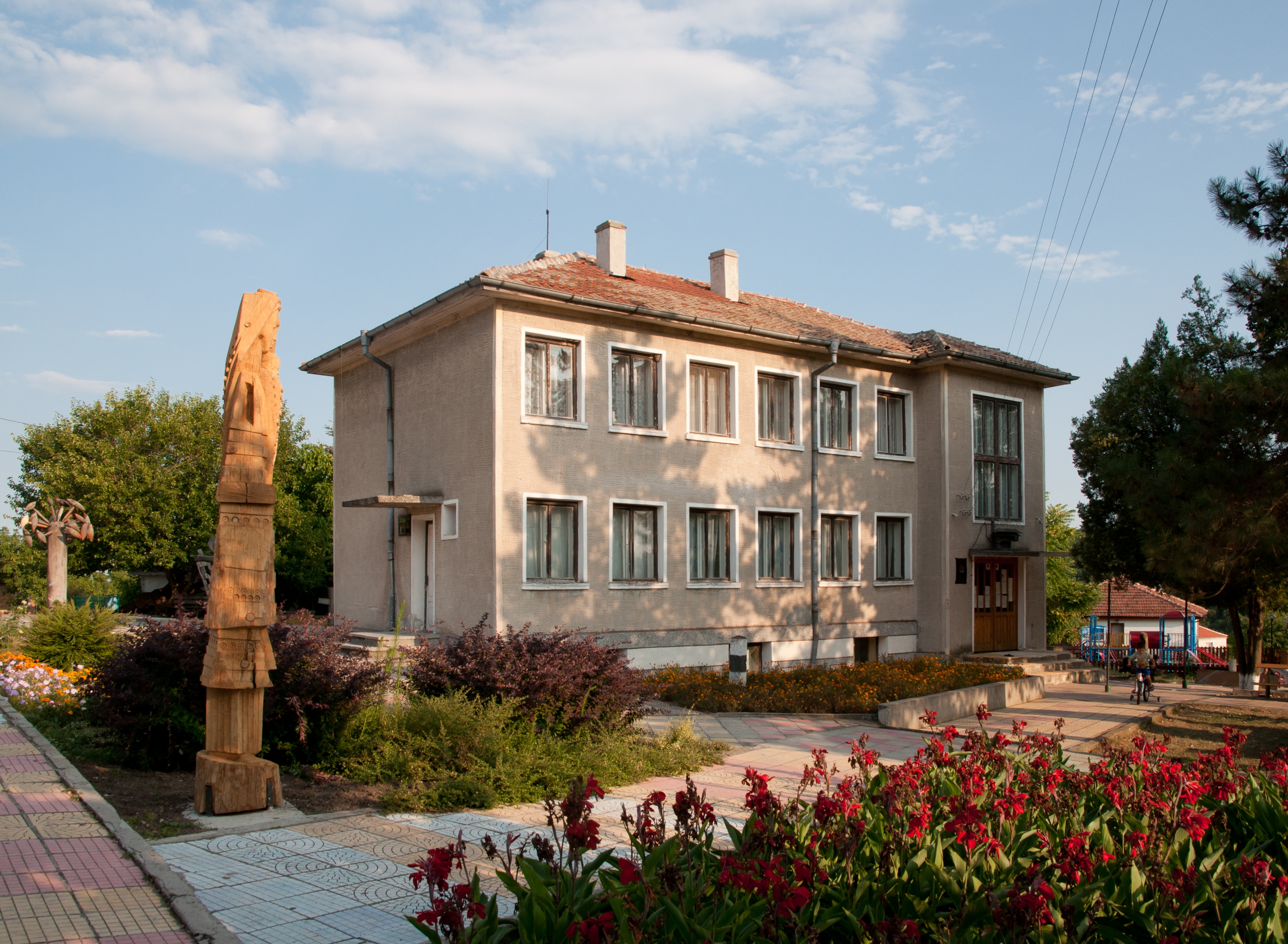
Jasna Poljana Rathaus

Jasna Poljana (bulgarisch Ясна поляна, deutsch [kleine] helle Lichtung/Waldwiese) ist ein Dorf im südöstlichen Teil von Bulgarien. Es liegt in der Gemeinde Primorsko im Verwaltungsbezirk Oblast Burgas.

## Geographie
Jasna Poljana befindet sich am Fuße des Strandscha-Gebirges und entlang des Flusses Djavolska Reka. Am nördlichen Rand des Dorfes fließt der Fluss Ropotamo. Die das Dorf umgebenden alten Wälder werden von der einheimischen Bevölkerung als Lungusi bezeichnet.
1970 ist südöstlich des Dorfes der zweitgrößte Stausee der Oblast Burgas gebaut worden. Dieser Stausee liefert das Trinkwasser für die Südküste von Bulgarien.

## Geschichte
Der alte Name des Dorfes ist Alan Kajrjak, was man mit „Platz zum Sonnen“ übersetzen kann. In der Zeit 1885 bis 1913 verlief die bulgarisch-türkische Grenze südlich des Dorfes, und im Dorf selbst befand sich ein Grenzposten. Den heutigen Namen verdankt das Dorf dem Schriftsteller Leo Tolstoi. Im frühen 20. Jahrhundert hat eine Gruppe junger Intellektueller aus allen Teilen Bulgariens eine „Tolstoi-Kolonie“ in diesem Dorf gegründet, die Korrespondenz mit Leo Tolstoi gehalten hat. Die Kommune war stark im Dorfleben eingebunden, und so wurde das Dorf nach dem Namen Jasnaja Poljana des Geburtsortes des Schriftstellers Leo Tolstoi umbenannt.

## Sehenswürdigkeiten

### Heilige Quelle und Kapelle
Einen Kilometer vom Dorf entfernt, im Schatten des Urwaldes, gibt es eine heilige Wasserquelle und die Kapelle St. Konstantin und Elena.

### Museum
Im Dorf gibt es ein Museum. Ein Teil davon ist Leo Tolstoi und seinen Anhängern, den Tolstojanern, gewidmet. Eine angenehme Überraschung ist der ethnografisch-historische Teil der Ausstellung, der alte hölzerne Pflüge, Webstühle und riesige Kochtöpfe zeigt.

## Regelmäßige Veranstaltungen
- Im Dorf findet jährlich ein internationales Holzschnitzer- und Bildhauersymposium statt.
- Während der jährlichen Messe am Feiertag des Festes St. Konstantin und Elena sammelt sich die Bevölkerung, und es wird ein prächtiges Fest mit reichem Folkloreprogramm veranstaltet.
- Regelmäßig werden Versammlungen der Mitglieder des thrakischen Vereins veranstaltet.

## Sonstige
- Die lokale volkstümliche Folkloregruppe nimmt an lokalen und nationalen Wettbewerben für Volkslieder teil.
- Im Sommer herrscht lebhafter ökologischer Landtourismus mit individuellen Touristengruppen.
- Im Dorf leben Siedler aus Großbritannien.
- Im Sommer gibt es unter freiem Himmel Theatervorstellungen mit internationaler Teilnahme.

## Küche
Jasna Poljana ist einer der wenigen Orte in Bulgarien, wo die authentische einheimische Speise „странджански дядо“ (Opa aus Strandscha, ein Gericht mit Fleisch vom Wildschwein und Hirsch) zubereitet wird.

## Personen
- Stamo Grudow, bulgarischer Revolutionär, Teilnehmer der ВМОРО, Innere Revolutionäre Organisation Mazedonien – Odrin